# 前川芳男
前川 芳男（まえかわ よしお、1941年11月20日 - 2024年4月26日）は元プロ野球審判員。2010年まで審判部特命顧問。

## 来歴・人物
横浜市立桜丘高等学校から専修大学、興亜電工、横浜ナショナルサービスを経て1967年パシフィック・リーグ審判部入局。後に審判部副部長となった五十嵐洋一（1998年退職）とは同期生である。審判員袖番号は25（1977年初採用から。ただし、審判員指導員に転じた1998年以降は空き番。当時パ・リーグでは審判は指導員に転じると袖番号を返上するという暗黙のルールがあったため）。
順調にキャリアを積み、1978年から1995年までほぼ毎年、パリーグの審判の代表として日本シリーズの審判を務め、そのうち1979年は江夏の21球で有名となった第7戦の球審を務めたり、1988年の10.19第2試合で球審を務めたりして後年にも語り継がれている。1995年審判部長就任。1998年4月7日で現役と同時に部長職も退き指導員に転任したが、2005年1月1日付で指導員兼任として部長再就任。引退後に部長として復帰したのは異例である。
2006年からは指導員を返上し、審判部長としての業務に専念した。2010年セ・パ審判部の統合により、部長職を返上し特命顧問に就任。同年特命顧問を退職。
引退後はプロ野球マスターズリーグで活躍していた。
2023年、江本孟紀のYouTubeチャンネル「エモやんの、人生ふらーりツマミグイ」に出演し、審判員時代のエピソードを披露した。
2024年4月26日、82歳で死去。

## 前川とマスク
- 前川がインサイドプロテクターに変更したのは1986年から。変更してしばらくは昔ながらのバーマスクで球審をしていたが、マスクも途中からフレームマスクに変更。前川愛用のフレームマスク上部にはビニールテープが巻かれてある。本人曰く「日よけと雨よけ、ナイター設備の光でボールが見え難くなるのを防ぐ為に巻いてある。」との事である。

## 審判出場記録
- 初出場：1967年8月13日、東映対近鉄22回戦（神宮）、右翼線審
- 出場試合数：2987試合
- オールスター出場：6回（1974年、1975年、1978年、1983年、1986年、1991年）
- 日本シリーズ出場：16回（1978年～1988年、1990年～1992年、1994年、1995年）

（記録は1998年シーズン終了時点）